# 赵仕杰
赵仕杰（1943年10月—），云南凤庆人，中华人民共和国法官、政治人物，二级大法官，云南省高级人民法院原党组书记、院长。

## 生平
1973年11月加入中国共产党。2000年2月至2001年2月任云南省高级人民法院副院长、代院长、党组书记。2001年2月任云南省高级人民法院院长、党组书记（至2007年12月）。2009年退休。
2019年，中共中央纪委指出赵仕杰在孙小果案中徇私舞弊，要求审判人员枉法裁判，导致后者由死缓被改判有期徒刑二十年，造成恶劣影响和严重后果。最终，赵仕杰受到中共中央留党察看一年处分，其退休待遇按二级巡视员确定。